# Checoslovaquia en los Juegos Olímpicos de Garmisch-Partenkirchen 1936
Checoslovaquia estuvo representada en los Juegos Olímpicos de Garmisch-Partenkirchen 1936 por un total de 44 deportistas que compitieron en 8 deportes.  
El equipo olímpico checoslovaco no obtuvo ninguna medalla en estos Juegos.